# Lise De Valkeneer
Lise De Valkeneer (16 januari 1990) is een Belgisch volleybalster.

## Levensloop
De Valkeneer kwam in seizoen 2008-'09 uit voor Asterix Kieldrecht, waarmee ze dat seizoen haar eerste Supercup won. Vervolgens maakte ze de overstap naar VDK Gent. Met deze club werd ze in 2013 landskampioen en won ze viermaal de Supercup (2009, 2011, 2013 en 2015) Ook werd ze in 2011-'12 met Gent derde in de Challenge Cup.
In 2017 sloot ze aan bij Hermes Oostende, waarmee ze in seizoen 2018-'19 Bekerwinnaar werd. Het daaropvolgende seizoen kwam ze uit voor Charleroi Volley. In 2021 keerde De Valkeneer terug naar VDK Gent en werd ze een tweede maal landskampioen. In 2022 sloot ze wederom aan bij Charleroi Volley.